# Гребля Ваді-Калбох
Гребля Ваді-Калбох (Wadi Kalboh) — інженерна споруда на півночі Оману.
У другій половині 20 століття зростання населення Оману та розширення поливного землеробства почало призводити до виснаження водоносних горизонтів, що на тлі пустельного клімату були головним джерелом прісної води в країні. Як наслідок, розробили програму їх поповнення шляхом спорудження численних гребель, які б утримували воду під час короткочасних дощів та забезпечували максимальне всотування води у алювіальні породи русла.
У середині 2010-х ввели в дію греблю такого призначення у Ваді-Калбох, за кілька кілометрів на північний захід від міста Нізва. Ця насипна споруда з ядром із пластичного бетону має висоту 19 (за іншими даними — 18) метрів, довжину 310 метрів та ширину по гребеню 6 метрів.
Більшу частину споруди займає водопереливна секція із бетонним покриттям довжиною біля 200 метрів.
За проєктом споруда має затримувати воду у сховищі із нормальним коливанням рівня між позначками 569 та 584,7 метра над рівнем моря (висота гребеня греблі 588,4 НРМ).